# San Martín del Río
San Martín del Río (aragónul Sant Martín d'el Río) község Spanyolországban, Teruel tartományban. San Martín del Río Báguena, Castejón de Tornos, Val de San Martín, Valdehorna, Villanueva de Jiloca, Nombrevilla és Anento községekkel határos. Lakosainak száma 136 fő (2024).

## Népesség
A település népessége az utóbbi években az alábbiak szerint változott:
| Lakosok száma | 283  | 255  | 229  | 204  | 191  | 179  | 155  | 137  | 132  | 136  |
|               | 2001 | 2004 | 2007 | 2009 | 2012 | 2014 | 2017 | 2019 | 2022 | 2024 |